# 일리아니 일리아스
엘리아니 엘리아스(Eliane Elias, 1960년 3월 19일 ~ )는 브라질의 재즈 피아니스트, 가수, 작곡가이다.